# Erik Wedel-Heinen
Erik Julius Theodor Wedel-Heinen (27. december 1902 i København – 9. juni 1952 i Berlin) var en dansk diplomat, bror til Tage Wedel-Heinen.
Han var søn af kaptajn Emil Wedel-Heinen og Olga Elisabeth Rohde, blev student 1921, cand. jur. 1927 og fungerende sekretær ved Københavns Byret. 1928 blev han fuldmægtig ved Sjællands Stiftamt, 1929 fungerende sekretær i Udenrigsministeriet, 1930 virkelig sekretær, 1932 legationssekretær i Reykjavik, 1934 attaché ved gesandtskabet i Washington D.C., 1935 i Mexico, 1940 udnævnt til vicekonsul i New York, 1941 fuldmægtig i Udenrigsministeriet, 1945 legationssekretær i Oslo. 1947 blev han atter fuldmægtig i Udenrigsministeriet, 1948 kontorchef i samme, 1951 ambassaderåd i Bonn og var 1952 tjenstgørende ved den dansk militærmission i Berlin, men døde samme år. 27. september 1947 blev han Ridder af Dannebrog og 11. marts 1950 Dannebrogsmand.
Han var ejer af substitutionen for det 1921 ophævede grevskab Roepstorff
16. december 1939 ægtede han i Chicago Mabel Josephine Standish (16. juni 1905 i Paoli, Orange County, Indiana – ?).